# Oratorio della Santissima Annunziata (Diano Marina)
L'oratorio della Santissima Annunziata è un luogo di culto cattolico situato nel comune di Diano Marina, in corso Giuseppe Garibaldi, in provincia di Imperia.

## Storia e descrizione
Sito adiacente al porto, è una costruzione risalente molto probabilmente al Medioevo, ma i numerosi restauri effettuati nei secoli successivi ne hanno alterato o modificato la struttura originaria; ad esempio la primaria facciata posta a settentrione fu spostata dall'altra parte.
L'interno - ad unica navata - presenta oltre ad un confessionale in legno e alcuni sedili, un altare in marmo sovrastato da alcune statue lignee poste in tre nicchie. Sono presenti inoltre alcuni affreschi dei pittori Tommaso e Matteo Biazaci da Busca, già autori di alcune opere del santuario di Nostra Signora delle Grazie a Montegrazie (Imperia). Gli affreschi, del 1478, raffigurano scene di vita della Vergine Maria quali la Presentazione al tempio, il Matrimonio e la Natività di Gesù.